# Parantica dorippa
Parantica dorippa är en fjärilsart som beskrevs av Butler 1866. Parantica dorippa ingår i släktet Parantica och familjen praktfjärilar. Inga underarter finns listade i Catalogue of Life.